# تایگون کورو
تایگون کورو (انگلیسی: Taygun Kuru؛ زادهٔ ۸ ژانویهٔ ۱۹۹۰) بازیکن فوتبال اهل آلمان است.
از باشگاه‌هایی که در آن بازی کرده‌است می‌توان به باشگاه فوتبال بایرن مونیخ ۲ و باشگاه فوتبال نورنبرگ اشاره کرد.